# The Incredible Hulk: Rampage!
The Incredible Hulk: Rampage! es un videojuego de acción de 2006 desarrollado y publicado por MForma con licencia de Marvel Mobile para teléfonos móviles con J2ME. Está basado en el superhéroe Hulk de Marvel Comics.

## Trama
En un extraño accidente, el Dr. Bruce Banner fue expuesto a ingentes cantidades de radiación gamma cuyas consecuencias son irreparables. Debido a esto el brillante científico, en momentos de ira y ansiedad se convierte en un monstruo que arrasa con todo, El Increíble Hulk. El Dr. Banner intenta liberarse de su alter ego mientras que intenta evitar a los que quieren acabar con él.
También víctima de los rayos gamma, Samuel Sterns ha pasado de ser un simple trabajador a convertirse en un superhombre con un cerebro cinco veces más grande de lo normal y con una inteligencia superior. Sterns pretende conquistar el mundo bajo el pseudónimo de El Líder con su diabólico plan para controlar la mente de todos. Aunque puede captar la mente de millones de personas la doble personalidad del Dr. Banner le hace invulnerable al poder del Líder.

## Jugabilidad
Es un juego de acción con perspectiva isométrica donde el jugador controla Bruce Banner y a Hulk, al ser Bruce puede interactuar con las máquinas y como Hulk se puede atacar, agarrar, lanzar y romper objetos y enemigos. El jugador puede moverse libremente por el entorno. La interfaz muestra una barra de salud a la izquierda y diálogos de personajes que aparecen de vez en cuando. El juego cuenta con 7 niveles.

## Recepción
John Thomson de Pocket Gamer dijo que tiene "diversión aplastante durante cinco minutos, pero juega mucho más y este gigante verde no te dejará sintiéndote tan alegre".